# Kathy Sambell
Kathy Sambell (eigentlich Kathleen Veronica Sambell, geb. Wright; * 16. Januar 1963) ist eine ehemalige australische Sprinterin.
Beim Leichtathletik-Weltcup 1989 in Barcelona wurde sie Achte über 400 m. In der 4-mal-100-Meter-Staffel wurde sie mit der Ozeanien-Stafette disqualifiziert, in der 4-mal-400-Meter-Staffel kam sie auf den sechsten Platz.
1990 siegte sie bei den Commonwealth Games in Auckland mit der australischen 4-mal-100-Meter-Stafette und wurde Siebte über 200 m. Ebenfalls mit der australischen 4-mal-100-Meter-Stafette wurde sie Achte bei den Leichtathletik-Weltmeisterschaften 1991 in Tokio, Sechste bei den Olympischen Spielen 1992 in Barcelona und gewann Silber bei den Commonwealth Games 1994 in Victoria.
1989 wurde sie Australische Meisterin über 100 Yards.

## Bestzeiten
- 100 m: 11,58 s, 8. April 1989, Azusa
- 200 m: 23,40 s, 8. April 1989, Azusa
- 400 m: 52,81 s, 18. Februar 1989, Sydney